# Vuelta a España 2000
La 55.ª edición de la Vuelta a España se disputó del 26 de agosto al 17 de septiembre de 2000 entre las localidades de Málaga y Madrid, con un recorrido de 20 etapas más prólogo y 2.904 km.
Jan Ullrich, ganador del año anterior, era uno de los candidatos al triunfo en la Vuelta del año 2000. Otros candidatos importantes eran Alex Zülle, Pável Tonkov o Abraham Olano. Entre los españoles, además de Olano, destacaban también los nombres de Roberto Heras, Ángel Casero o Fernando Escartín.
El suizo dos veces ganador de la Vuelta, Alex Zülle, se hizo con el liderato al término de la etapa prólogo, y tras el término de la 5.ª etapa, en la primera toma de contacto con la montaña, aventajaba ya en un minuto a sus más inmediatos perseguidores.
Sin embargo, Olano le arrebataría el liderato en la 9.ª etapa, una contrarreloj en la que el ciclista vasco le sacó más de dos minutos al suizo, el cual comenzaba a dejar ver signos de debilidad, los cuales le harían perder mucho tiempo en las etapas de montaña siguientes.
La etapa 11.ª, con final en Andorra, haría que Ángel Luis Casero se hiciera con el liderato, en una etapa en la cual se produjo una nueva selección entre los favoritos.
En la 13.ª etapa, el alemán Jan Ullrich abandonó la carrera mientras marchaba 4.º clasificado en la general. No tomó la salida.
Roberto Heras arrebató el maillot amarillo a Ángel Casero en la etapa con final en los Lagos de Covadonga, si bien la etapa decisiva de esta Vuelta fue la 16.ª, con final en el Alto de l'Angliru, en la cual venció el italiano Gilberto Simoni. Sin embargo, fue Heras el mayor beneficiado, pues puso tierra de por medio en la clasificación general respecto a todos sus rivales, situando a más de tres minutos al segundo clasificado. Virtual vencedor ya de la carrera, Heras aún ganaría en la penúltima etapa.
A pesar de la contrarreloj de la última etapa, en la cual perdió bastante tiempo, el liderato de Roberto Heras no sufrió peligro en ningún momento. Ángel Casero fue segundo y el ruso Pável Tonkov, tercero.

## Etapas
| Etapa   | Fecha            | Recorrido                      | km         | Ganador de la etapa         | Líder de la clasificación general |
| Prólogo | 26 de agosto     | Málaga - Málaga                | 13,3 (CRI) | Alex Zülle                  | Alex Zülle                        |
| 1.ª     | 27 de agosto     | Málaga - Córdoba               | 167,5      | Óscar Freire                | Alex Zülle                        |
| 2.ª     | 28 de agosto     | Montoro - Valdepeñas           | 198        | Jans Koerts                 | Alex Zülle                        |
| 3.ª     | 29 de agosto     | Valdepeñas - Albacete          | 159        | Óscar Freire                | Alex Zülle                        |
| 4.ª     | 30 de agosto     | Albacete - Xorret de Catí      | 152        | Eladio Jiménez              | Alex Zülle                        |
| 5.ª     | 31 de agosto     | Benidorm - Valencia            | 155,5      | Paolo Bossoni               | Alex Zülle                        |
| 6.ª     | 1 de septiembre  | Valencia - Morella             | 175        | Roberto Heras               | Alex Zülle                        |
| 7.ª     | 2 de septiembre  | Vinaroz - Port Aventura        | 170        | Alessandro Petacchi         | Alex Zülle                        |
| 8.ª     | 3 de septiembre  | Tarragona - Tarragona          | 38 (CRI)   | Abraham Olano               | Abraham Olano                     |
| 9.ª     | 4 de septiembre  | Sabadell - La Molina           | 175        | Félix Cárdenas              | Santos González                   |
| 10.ª    | 5 de septiembre  | Alp - Ordino-Arcalís           | 136,5      | Roberto Laiseka             | Ángel Casero                      |
| 11.ª    | 7 de septiembre  | Zaragoza - Zaragoza            | 132        | Alessandro Petacchi         | Ángel Casero                      |
| 12.ª    | 9 de septiembre  | Santander - Santander          | 143,3      | Mariano Piccoli             | Ángel Casero                      |
| 13.ª    | 10 de septiembre | Santander - Lagos de Covadonga | 146,5      | Andrei Zintchenko           | Roberto Heras                     |
| 14.ª    | 11 de septiembre | Cangas de Onís - Gijón         | 164        | Álvaro González de Galdeano | Roberto Heras                     |
| 15.ª    | 12 de septiembre | Oviedo - Alto Del Angliru      | 168        | Gilberto Simoni             | Roberto Heras                     |
| 16.ª    | 13 de septiembre | Benavente - Salamanca          | 155,5      | Davide Bramati              | Roberto Heras                     |
| 17.ª    | 14 de septiembre | Béjar - Ciudad Rodrigo         | 160        | Alexander Vinokourov        | Roberto Heras                     |
| 18.ª    | 15 de septiembre | Salamanca - Ávila              | 130        | Mariano Piccoli             | Roberto Heras                     |
| 19.ª    | 16 de septiembre | Ávila - Alto de Abantos        | 125        | Roberto Heras               | Roberto Heras                     |
| 20.ª    | 17 de septiembre | Madrid - Madrid                | 38 (CRI)   | Santos González             | Roberto Heras                     |

## Clasificaciones
| \| 1. \| Roberto Heras \| España \| KEL \| 70h 26' 14" \| \| \| 2. \| Ángel Casero \| España \| FES \| + 2' 33" \| \| \| 3. \| Pável Tonkov \| Rusia \| MAP \| + 4' 55" \| \| \| 4. \| Santos González \| España \| ONC \| + 5' 52" \| \| \| 5. \| Raimondas Rumsas \| Lituania \| FAS \| + 7' 38" \| \| \| 6. \| Roberto Laiseka \| España \| EUS \| + 10' 16" \| \| \| 7. \| Fernando Escartín \| España \| KEL \| + 11' 17" \| \| \| 8. \| Carlos Sastre \| España \| ONC \| + 12' 16" \| \| \| 9. \| Massimiliano Gentili \| Italia \| CAN \| + 13' 10" \| \| \| 10. \| Haimar Zubeldia \| España \| EUS \| + 13' 14" \| \| |                      |          |     |             |  |
| 1. | Roberto Heras        | España   | KEL | 70h 26' 14" |  |
| 2. | Ángel Casero         | España   | FES | + 2' 33"    |  |
| 3. | Pável Tonkov         | Rusia    | MAP | + 4' 55"    |  |
| 4. | Santos González      | España   | ONC | + 5' 52"    |  |
| 5. | Raimondas Rumsas     | Lituania | FAS | + 7' 38"    |  |
| 6. | Roberto Laiseka      | España   | EUS | + 10' 16"   |  |
| 7. | Fernando Escartín    | España   | KEL | + 11' 17"   |  |
| 8. | Carlos Sastre        | España   | ONC | + 12' 16"   |  |
| 9. | Massimiliano Gentili | Italia   | CAN | + 13' 10"   |  |
| 10. | Haimar Zubeldia      | España   | EUS | + 13' 14"   |  |

| \| 1. \| Roberto Heras \| España \| KEL \| 136 puntos \| \| 2. \| Giovanni Lombardi \| Italia \| TEL \| 123 puntos \| \| 3. \| Alessandro Petacchi \| Italia \| FAS \| 116 puntos \| |                     |        |     |            |
| 1. | Roberto Heras       | España | KEL | 136 puntos |
| 2. | Giovanni Lombardi   | Italia | TEL | 123 puntos |
| 3. | Alessandro Petacchi | Italia | FAS | 116 puntos |

| \| 1. \| Carlos Sastre \| España \| ONC \| 102 puntos \| \| 2. \| Roberto Heras \| España \| KEL \| 94 puntos \| \| 3. \| Roberto Laiseka \| España \| EUS \| 83 puntos \| |                 |        |     |            |
| 1. | Carlos Sastre   | España | ONC | 102 puntos |
| 2. | Roberto Heras   | España | KEL | 94 puntos  |
| 3. | Roberto Laiseka | España | EUS | 83 puntos  |

| \| 1. \| Gianni Faresin \| Italia \| MAP \| 40 puntos \| |                |        |     |           |
| 1.                                                       | Gianni Faresin | Italia | MAP | 40 puntos |

| \| 1. \| Kelme-Costa Blanca \| España \| KEL \| 211h 31' 16" \| \| 2. \| Vitalicio Seguros \| España \| VIT \| + 6' 56" \| \| 3. \| Euskaltel-Euskadi \| España \| EUS \| + 12' 22" \| |                    |        |     |              |
| 1. | Kelme-Costa Blanca | España | KEL | 211h 31' 16" |
| 2. | Vitalicio Seguros  | España | VIT | + 6' 56"     |
| 3. | Euskaltel-Euskadi  | España | EUS | + 12' 22"    |

## Banda sonora
La canción oficial fue El cielo no entiende, del grupo OBK. Se emitía al iniciarse y finalizar las retransmisiones de la Vuelta, así como en cada corte publicitario.

## Mascotas
Estas fueron las 4 mascotas del año 2000, cada una entregaba un jersey. También fue el primer año que se cambiaba en la vuelta el jersey amarillo por el dorado.
El equipo de Ciclismo Mascopublic 2000 está formado por un Águila, un Oso, una Cabra y un Lince.
Akiles
Es un águila real (Aquila Heliaca Ciclisticus) española que corre por esas carreteras del país ayudando a sus compañeros de equipo.
Su agudeza visual y su fortaleza le hacen invencible en los sprints de las líneas de meta.
Archy
Es un lince (Felix Lynx Ciclisticus). Por su capacidad para organizar el equipo es el líder indiscutible en la clasificación general de la Vuelta.
Su carácter agradable, su fina inteligencia y su extraordinario dominio de las tácticas de carrera le hacen sin duda un jefe de filas respetado y querido por todos.
Monty
Es una cabra (Ovis Musimon Ciclisticus) española que le gusta sobre todo subir a los grandes picos de la Vuelta España.
De carácter un tanto inestable, su fuerza física y gran resistencia le hacen invencible en los puertos de alta montaña.
Urso
Es un oso (Ursus Arctos Ciclisticus) asturiano de nacimiento y con ansias de viajar y conocer nuevos horizontes a lo largo de la Vuelta España.
Su carácter bonachón, su fuerza física y su espíritu de equipo le convierten sin duda en el ciclista más deportivo de todo el pelotón.
Ellos representan los valores que adornan a los practicantes de este deporte, combatividad, deportividad, fuerza, inteligencia, etc.
Akiles, Monty, Urso y Archy tienen como misión trasmitir estos valores a nivel individual y como equipo.